# Chico Buarque
Francisco Buarque de Hollanda, més conegut com a Chico Buarque (Rio de Janeiro, 19 de juny de 1944), és un músic, dramaturg, escriptor i actor brasiler. És conegut per ser un dels grans noms de la música popular brasilera (MPB). La seva discografia compta amb aproximadament vuitanta discos, que inclouen discos en solitari i gravacions amb altres músics.
Fill de l'historiador Sérgio Buarque de Hollanda i de Maria Amélia Cesário Alvim, va escriure el seu primer conte als 18 anys, guanyant prestigi com a cantant a partir de 1966, quan va publicar el seu primer àlbum, Chico Buarque de Hollanda, i va guanyar el Festival de Música Popular Brasilera amb la cançó A Banda. Es va autoexiliar a Itàlia el 1969, a causa de la creixent repressió del règim militar de Brasil durant els anomenats "anys de plom". A la seva tornada, el 1970, es va convertir en un dels artistes més actius en la crítica política i en la lluita per la democratizació del país. En la seva carrera literària, va guanyar tres Prêmios Jabuti: el de millor novel·la el 1992 amb Estorvo i el de Livro do Ano, tant pel llibre Budapeste, publicat el 2004, com per Leite Derramado, el 2010.
Va estar casat durant 33 anys (del 1966 al 1999) amb l'actriu Marieta Sever, amb qui va tenir tres filles, Sílvia Buarque, Helena i Luísa. Chico és germà de les cantants Miúcha, Ana de Hollanda i Cristina. Al contrari de la creença popular, el lexicògraf Aurélio Buarque de Hollanda era només un cosí llunyà del pare de Chico.
El 2 de desembre de 2012, Miguel Faria va realitzar un documental en el qual es presentava un espectacle de Chico combinat amb declaracions seves i testimonis d'altres noms de la música nacional, a més de representacions de personatges de les cançons més famoses de l'artista. El documental va sortir a la llum el 26 de novembre de 2015, amb el nom de Chico - Artista Brasileiro.
El 21 de maig de 2019 va ser distingit amb el Premi Camões.

## Biografia
Francisco Buarque de Hollanda va néixer el 19 de juny de 1944 a la ciutat del Rio de Janeiro, fill de Sérgio Buarque de Hollanda (1902–1982), un important historiador i periodista brasiler, i de Maria Amélia Cesário Alvim (1910–2010), pintora i pianista. Es va casar amb Marieta Sever l'any de 1966, amb qui va tenir tres filles: Sílvia Buarque, Luísa Buarque i Helena Buarque. El cantant té també cinc nets. Als primers versos de la seva cançó "<i>Paratodos</i>", Chico Buarque celebra els seus ascendentes familiars: El meu pare era paulista / El meu avi, de Pernambuco/ El meu besavi, miner / El meu rebesavi, de Bahia. Lavi de Pernamuco" al qual el cantant es refereix era el patern: Cristóvão Buarque de Hollanda. El "besavi miner", Cesário Alvim, i el "rebesavi de Bahia", Eulálio de la Costa Carvalho, eren del costat matern.
El 1946, es va traslladar a Sâo Paulo, on el pare va assumir la direcció del Museu del Ipiranga. Chico sempre va mostrar interès per la música, i aquest interès es va veure reforçat per la convivència amb intel·lectuals com Vinicius de Moraes i Paulo Vanzolini.
El 1953, Sérgio Buarque de Hollanda, pare del cantant, va ser convidat a donar classes a la Universitat de Roma. La família Buarque de Hollanda, llavors, es traslladà a Itàlia. Chico aprèn dos idiomes estrangers alhora: a l'escola parla anglès, i als carrers, italià. En aquesta època, compon les seves primeres marchinhas de Carnaval.
Chico torna a Brasil el 1960. L'any següent, publica les seves primeres cròniques al diari Verbâmidas, del Colégio Santa Cruz de Sao Paulo, nom ideat per ell. La seva primera aparició a la premsa, no obstant això, no va ser relacionada amb la seva feina: publicada, al diari Última Hora, de Sao Paulo, la notícia era que Chico i un amic havien robat un cotxe a les proximitats de l'estadi del Pacaembu per passejar per la matinada paulista. Va ser anunciada amb el titular "Marrecs van robar un cotxe: arrestats".
El 1998, l'artista va ser homenatjat al Desfile das escolas de samba do Rio de Janeiro, per la GRES Estação Primeira de Mangueira. L'escola verda i rosa va compartir el títol de campiona d'aquell carnaval amb la Beija-Flor de Nilópolis.
En 2015, va participar en la cançó "Trono de Estudar", composta per Dani Black en suport als estudiants que es van articular contra el projecte de reorganització escolar del govern de Sao Paulo.

### Inicis de carrera

Chico Buarque es presenta a laTV Rio, en 1967.

Chico Buarque va arribar ser admès a la carrera d'Arquitectura de la Facultat d'Arquitectura i Urbanisme (FAU) de la Universitat de São Paulo el 1963. Va cursar dos anys i ho va deixar el 1965, quan va començar a dedicar-se a la carrera artística. Aquest any, va treure Sonho de um Carnaval, cançó fonamental per experimentar la manera en què acabaria treballant els versos més significativamente a la dècada de 1970 amb un rigorós treball estilístic, morfològic i molt polititzat,. La primera composició de Chico va ser als 15 anys, Canção dos Olhos(1959). El primer enregistrament va ser també una marchinha, "Marcha para um dia de sol", gravada per Maricene Costa, el 1964.
Chico Buarque es va donar a conèixer al públic brasiler quan va guanyar el Festival de Música Popular Brasileira el 1966 amb la cançó A Banda, interpretada per Nara Leão. Va ser transmès per la TV Record, i va empatar en primer lloc amb Disparada, de Geraldo Vandré, interpretada per Jair Rodrigues. No obstant això, Zuza Home de Mello, al llibre A Era dos Festivais: Uma Parábola, va revelar que "A Banda" va guanyar el festival. El musicòleg va preservar durant dècades els fulls de votació del festival. En ells, consta que la cançó "A Banda" realment va guanyar la competició per 7 a 5. Chico, en adonar-se que guanyaria, va anar cap al president de la comissió i li va dir que no acceptava la derrota de Disparada i que en cas que això esdevingués, aniria immediatament a lliurar el premi al seu contrincant.
El dia 10 d'octubre de 1966, data de la final, va començar el procés pel que se l'anomenaria Chico Buarque, sobrenom creat per Millôr Fernandes.

#### Festivals de MPB a la dècada de 1960

Tom Jobim i Chico Buarque al Festival Internacional de la Cançó (FIC), 1968.

Al festival de 1967, triomfaria també amb Roda Viva, interpretada per ell i pel grup MPB-4 — amics i intèrprets de moltes de les seves cançons. En 1968, va tornar a guanyar un altre Festival, l'III Festival Internacional da Canção de TELE Globo. Ho va fer com a compositor, al costat de Tom Jobim, amb la cançó Sabiá. Però, aquesta vegada, la victòria va ser contestada pel públic, que va preferir la cançó que va quedar en segon lloc: Per a no dir que no vaig parlar de flors, de Geraldo Vandré.
La participació al Festival, amb La Banda, va marcar la seva primera aparició pública de gran repercussió presentant un estil inspirat en el moviment musical urbà carioca de la Bossa nova, sorgit el 1957. Al llarg de la seva carrera, la samba i la MPB serien estils àmpliament explorats.

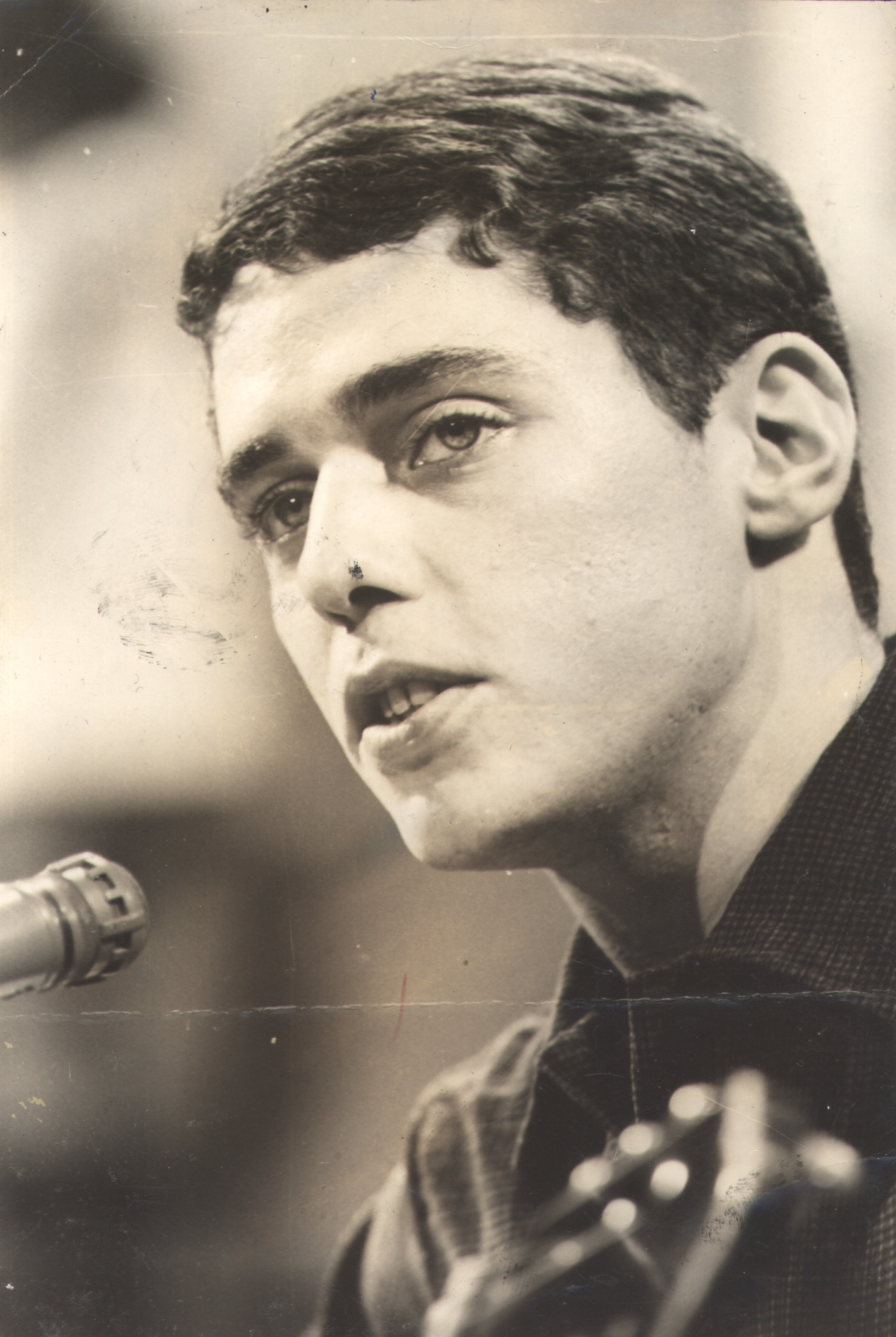
Chico Buarque es presenta el 1970.

### Crítica a la Dictadura Militar de Brasil

Opinió de la censura de la cançó Mulheres de Atenas feta pel Serviço de Censura de Diversões Públicas en 1976.

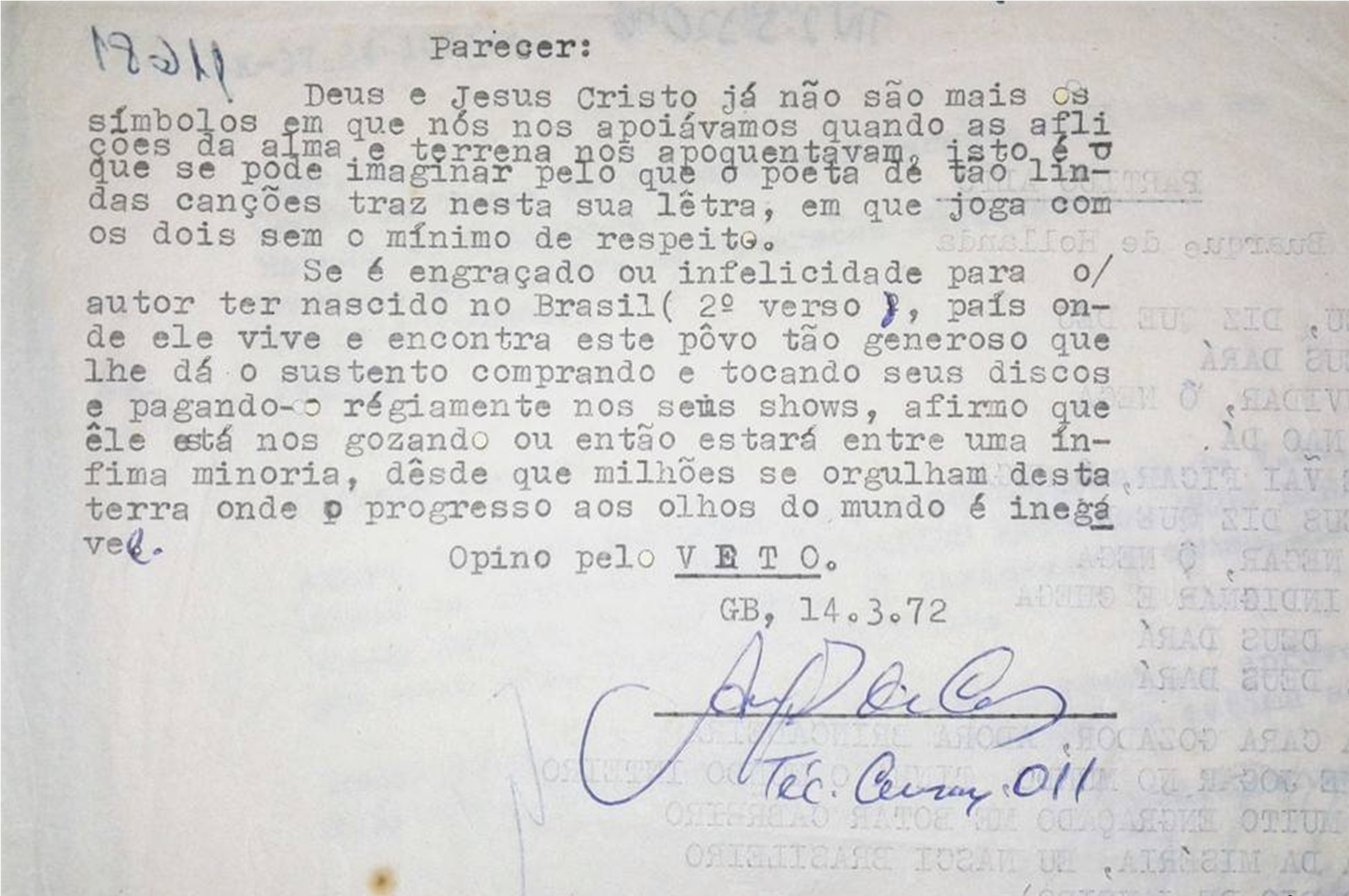
Opinió de la Censura recomanant la prohibició de la cançó "Partido Alto", de Chico Buarque.

Amenaçat pel règim militar, es va autoexiliar a Itàlia el 1969, on va arribar a fer espectacles amb Toquinho. En aquesta època, va compondre les seves cançons Apesar de você (que es diu que és una crítica al president Emílio Garrastazu Médici, però que Chico manté que es refereix a la situació) i "Cálice", ambdues prohibides per la censura brasilera. Va adoptar el pseudònim de Julinho de la Adelaide, amb el qual va compondre només tres cançons: Milagre Brasileiro, Acorda amor i Jorge Maravilha. A Itàlia, Chico es va fer amic del cantant Lucio Dalla, per a qui va compondre Minha História, versió en portuguès de la cançó Gesù Bambino (títol veritable 4 marzo 1943), de Lucio Dalla i Paola Palotino.
Al tornar a Brasil, va seguir component temes que denunciaven aspectes socials, econòmics i culturals, com la cèlebre Construção. Va tocar amb Caetano Veloso (que també es va exiliar, però a Anglaterra) i Maria Bethânia. Julinho de la Adelaide, no era només un pseudònim, sinó més aviat la forma que el compositor va trobar per a driblar la censura, llavors implacable quan descobria el seu nom als crèdits d'una cançó. Per completar la farsa i donar-li aires de veracitat, Julinho de la Adelaide va arribar a tenir document d'identitat i fins i tot a concedir entrevista a un diari de l'època.

## El "jo" femení

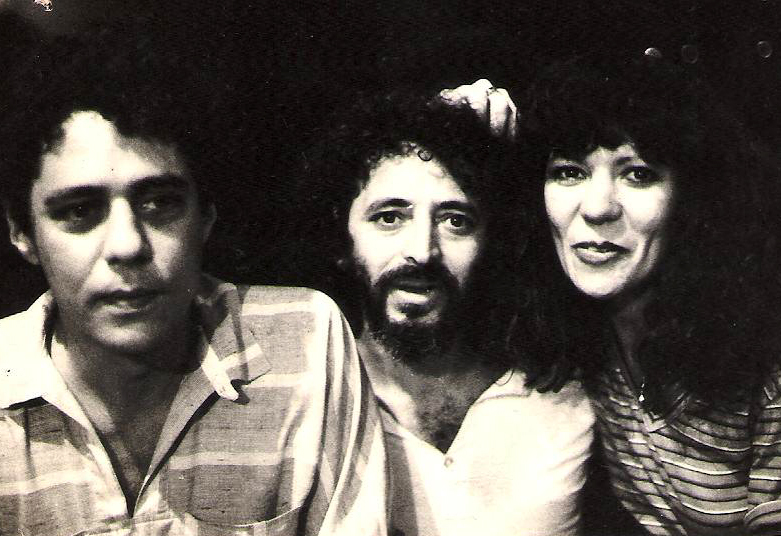
Chico Buarque, Geraldo Azevedo i Elba Ramalho en foto de 1980.

Algunes composicions van destacar per la utilització d'un "jo líric" femení, retratant temes a partir del punt de vista de les dones amb notable poesia i bellesa: aquest estil és adoptat a Com açúcar, com afeto escrit per a Nara Lleó; va continuar en aquesta línia amb belles cançons com Olhos nos Olhos i Teresinha, gravades per Maria Bethânia, Atrás da Porta, interpretada per Elis Regina, Folhetim, amb Gal Costa i moltes altres.

## Intèrprets de Chico Buarque

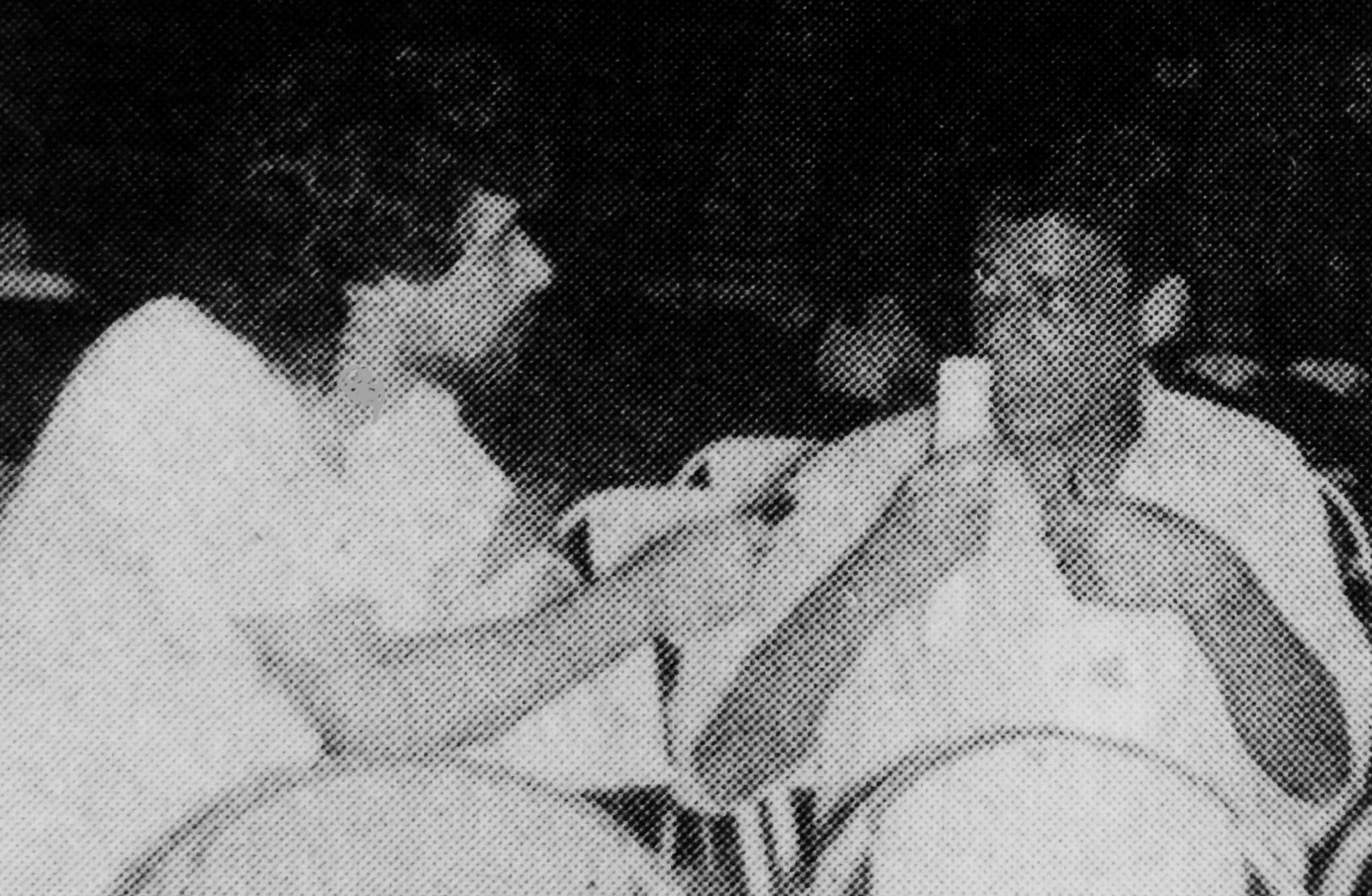
Chico Buarque amb el músic Henrique Mann, a mitjan els anys 1980.

El cantant mai es va negar a oferir composicions originals als seus amics cantants. Moltes d'aquestes van passar a tenir versions definitives en altres veus. A més de les citades cançons del "jo" femení de Chico, tenim l'exemple de la performance d'Elis Regina a la cançó Atrás da Porta i O cio da terra, amb enregistraments de Milton Nascimento i de la parella rural Pena Blanca & Xavantinho. Hi ha també interpretacions d'Oswaldo Montenegro, que, el 1993, va treure el disc Seu Francisco, produït per Hermínio Bello de Carvalho, i Ney Matogrosso que, el 1996, va treure Um Brasileiro. Aquest mateix any, el sambista João Nogueira, en companyia del mestre Marí Boffa, van gravar el disc "Chico Buarque, Lletra & Música", amb 14 cançons que havien marcat la carrera del cantant.